# 俄羅斯的巴基斯坦人
巴基斯坦人，是俄羅斯一個小移民群體，在2004年人口約2000人。
他們大都為普什圖人，主要是學習醫學的留學生。他們主要集中生活在大城市如莫斯科，並在圣彼得堡国立技术大学建起屬於他們的清真寺。還有一個巴基斯坦研究中心，該中心由使館和當地社區成立，在俄羅斯國立圖書館工作，此外，旁遮普大學在2010年和莫斯科國立大學簽署協議。